# Santa Monica Studio
Santa Monica Studio é uma desenvolvedora norte-americana de jogos eletrônicos sediada em Los Angeles, Califórnia. O estúdio foi fundado em 1999 por Allan Becker e estava originalmente localizado em Santa Mônica, Califórnia, até se mudar para Playa Vista em 2014. Hoje é uma divisão da Sony Interactive Entertainment, integrando a PlayStation Studios. A companhia é mais conhecida por ter desenvolvido a maioria dos títulos da franquia God of War, além de já ter colaborado com diversos outros estúdios menores, como a Thatgamecompany e Giant Sparrow, na produção dos jogos destes.

## História
A Santa Monica Studio foi fundada em 1999 por Allan Becker, um funcionário de longa data da Sony que queria "sair do grupo corporativo de Foster City" da Sony Computer Entertainment. O estúdio foi estabelecido em um escritório próximo à desenvolvedora Naughty Dog antes de se mudar para um prédio nos subúrbios de Santa Mônica, Califórnia. O prédio da Penn Station seria ocupado por quinze anos. No desenvolvimento do seu primeiro jogo, o título de corrida Kinetica, a Santa Monica Studio decidiu pular o console PlayStation e construiu o jogo para o sucessor do console, o PlayStation 2. Um motor de jogo foi desenvolvido "para dar ao [PlayStation 2] algumas pernas" para o Kinetica e lançamentos futuros. Enquanto o jogo foi desenvolvido durante a fase de construção da equipe do estúdio, a produtora Shannon Studstill se concentrou em seu lançamento a fim de provar à Sony que a Santa Monica era capaz de entregar um produto dentro do prazo e do orçamento. Kinetica foi lançado a tempo em 2001, com o estúdio ficando abaixo do orçamento alocado. Após a publicação, a Santa Monica Studio mudou para seu próximo projeto, God of War, enquanto reutilizava o motor de Kinetica.

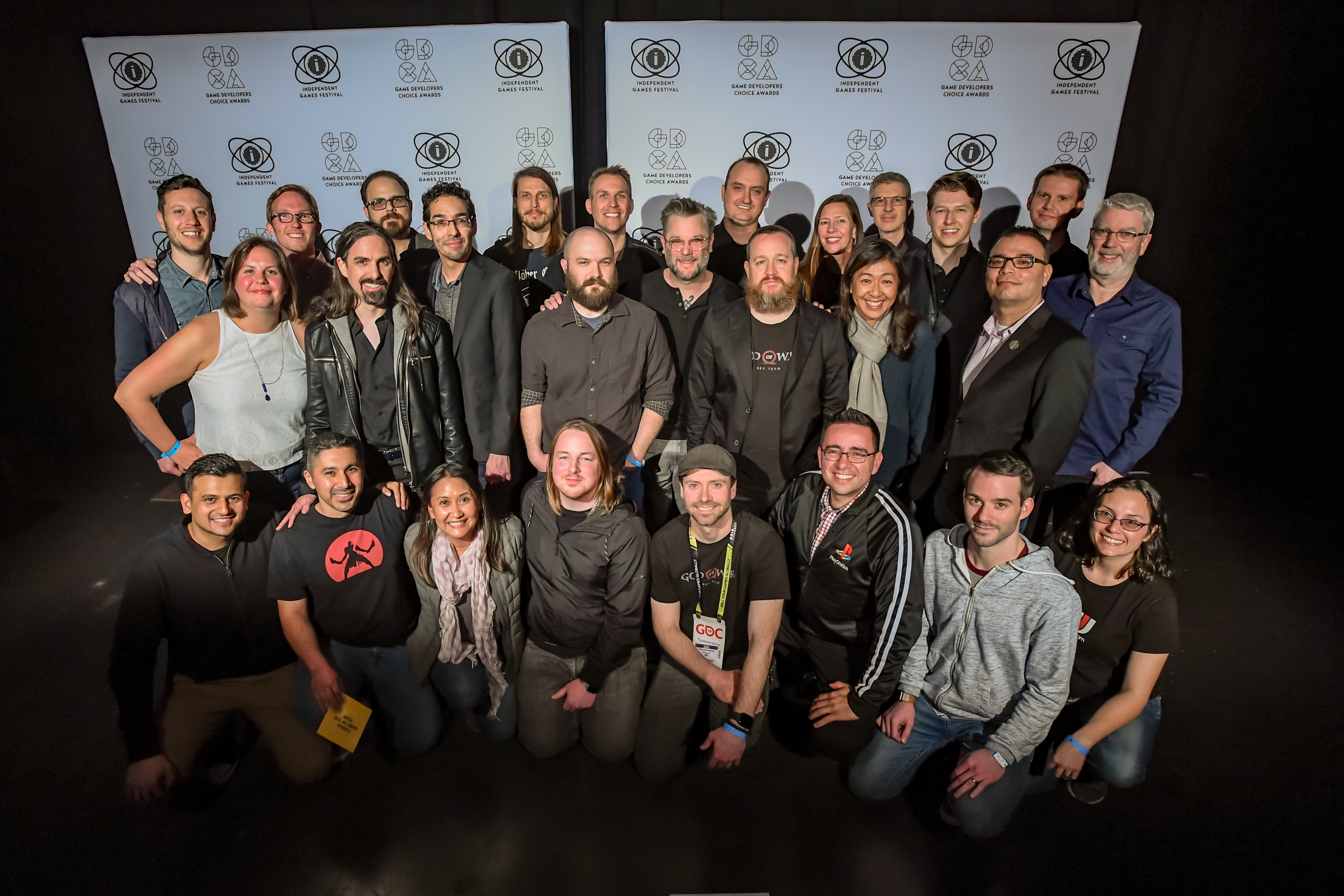
A equipe da Santa Monica Studio na Game Developers Choice Awards 2019

O grupo de Desenvolvimento Externo, um departamento dentro da Santa Monica Studio separado das equipes de desenvolvimento interno, atua como uma publicadora de jogos e incubadora de negócios para estúdios de jogos independentes, principalmente a Thatgamecompany e seu jogo Journey. Outras equipes incubadas incluem a Broodworks, Eat Sleep Play, Fun Bits, Giant Sparrow, Incognito Entertainment, Q-Games e Ready at Dawn. Becker deixou a Santa Monica Studio em 2011. Em março de 2012, Becker ingressou na Japan Studio da Sony, enquanto Shannon se tornou a "Diretora Sênior de Desenvolvimento de Produtos" da Santa Monica Studio. Em janeiro de 2014, a Santa Monica anunciou que se mudaria de seus escritórios da Penn Station para o The Reserve, em Jefferson Boulevard em Playa Vista, Los Angeles. Os 30 000 pés quadrados (2 800 m2) de espaço de escritório eram "quatro ou cinco vezes o tamanho" de seu escritório anterior em Santa Mônica, de acordo com Studstill. Na época, o estúdio empregava cerca de 240 pessoas. Foram demitidos um número não revelado de funcionários em fevereiro daquele ano devido ao cancelamento de uma nova propriedade intelectual, incluindo Stig Asmussen, que liderou o projeto cancelado. A realocação do estúdio foi concluída em 22 de julho de 2014, juntamente com um novo logotipo, apelidado de SMS "Vanguard".
Em março de 2020, Studstill deixou a Santa Monica Studio para liderar um novo estúdio de desenvolvimento sob o Google Stadia. Posteriormente, uma funcionária de longa data e diretora anterior de desenvolvimento de produtos da Santa Monica Studio, Yumi Yang, foi instalada como chefe de estúdio de desenvolvimento.

## Jogos

### Desenvolvidos
Jogos desenvolvidos pela equipe de desenvolvimento interno.
| Ano  | Título                | Plataforma(s)                                  |
| ---- | --------------------- | ---------------------------------------------- |
| 2001 | Kinetica              | PlayStation 2                                  |
| 2005 | God of War            | PlayStation 2, PlayStation 3, PlayStation Vita |
| 2007 | God of War II         | PlayStation 2, PlayStation 3, PlayStation Vita |
| 2010 | God of War III        | PlayStation 3, PlayStation 4                   |
| 2013 | God of War: Ascension | PlayStation 3                                  |
| 2018 | God of War            | PlayStation 4, Microsoft Windows               |
| 2022 | God of War Ragnarök   | PlayStation 4, PlayStation 5                   |

### Publicados
Jogos publicados, sob supervisão e suporte pelo grupo de Desenvolvimento Externo.
| Ano  | Título                                       | Desenvolvedora           |
| ---- | -------------------------------------------- | ------------------------ |
| 2001 | Twisted Metal: Black                         | Incog Inc. Entertainment |
| 2001 | Twisted Metal: Small Brawl                   | Incog Inc. Entertainment |
| 2002 | Twisted Metal Black: Online                  | Incog Inc. Entertainment |
| 2003 | War of the Monsters                          | Incog Inc. Entertainment |
| 2003 | Downhill Domination                          | Incog Inc. Entertainment |
| 2005 | The Con                                      | Think & Feel Inc.        |
| 2005 | Twisted Metal: Head-On                       | Incognito Entertainment  |
| 2005 | Neopets: The Darkest Faerie                  | Idol Minds               |
| 2006 | Blast Factor                                 | Bluepoint Games          |
| 2007 | Flow                                         | Thatgamecompany          |
| 2007 | Calling All Cars!                            | Incognito Entertainment  |
| 2007 | Warhawk                                      | Incognito Entertainment  |
| 2007 | PixelJunk Racers                             | Q-Games                  |
| 2007 | Everyday Shooter                             | Queasy Games             |
| 2008 | PixelJunk Monsters                           | Q-Games                  |
| 2008 | Twisted Metal Head-On: Extra Twisted Edition | Eat Sleep Play           |
| 2008 | God of War: Chains of Olympus                | Ready at Dawn            |
| 2008 | PixelJunk Monsters Encore                    | Q-Games                  |
| 2008 | PixelJunk Eden                               | Q-Games                  |
| 2008 | Linger in Shadows                            | Plastic                  |
| 2009 | Flower                                       | Thatgamecompany          |
| 2009 | PixelJunk Eden Encore                        | Q-Games                  |
| 2009 | Fat Princess                                 | Titan Studios            |
| 2009 | PixelJunk Monsters Deluxe                    | Q-Games                  |
| 2009 | .detuned                                     | Farbrausch               |
| 2009 | God of War Collection                        | Bluepoint Games          |
| 2009 | PixelJunk Shooter                            | Q-Games                  |
| 2010 | Fat Princess: Fistful of Cake                | Super Villain Studios    |
| 2010 | PixelJunk Racers 2nd Lap                     | Q-Games                  |
| 2010 | God of War: Ghost of Sparta                  | Ready at Dawn            |
| 2011 | PixelJunk Shooter 2                          | Q-Games                  |
| 2011 | PixelJunk Sidescroller                       | Q-Games                  |
| 2011 | God of War: Origins Collection               | Ready at Dawn            |
| 2011 | Carnival Island                              | Magic Pixel Games        |
| 2012 | Twisted Metal                                | Eat Sleep Play           |
| 2012 | Escape Plan                                  | Fun Bits                 |
| 2012 | Journey                                      | Thatgamecompany          |
| 2012 | Starhawk                                     | LightBox Interactive     |
| 2012 | Datura                                       | Plastic                  |
| 2012 | PixelJunk 4am                                | Q-Games                  |
| 2012 | Sorcery                                      | The Workshop             |
| 2012 | Sound Shapes                                 | Queasy Games             |
| 2012 | The Unfinished Swan                          | Giant Sparrow            |
| 2012 | PlayStation All-Stars Battle Royale          | SuperBot Entertainment   |
| 2014 | Hohokum                                      | Honeyslug                |
| 2015 | Fat Princess: Piece of Cake                  | One Loop Games           |
| 2015 | God of War III Remastered                    | Wholesale Algorithms     |
| 2015 | The Order: 1886                              | Ready at Dawn            |
| 2015 | Everybody's Gone to the Rapture              | The Chinese Room         |
| 2015 | Fat Princess Adventures                      | Fun Bits                 |
| 2016 | Bound                                        | Plastic                  |
| 2016 | Here They Lie                                | Tangentlemen             |